# 221454 Mayerlambert
221454 Mayerlambert è un asteroide della fascia principale. Scoperto nel 2006, presenta un'orbita caratterizzata da un semiasse maggiore pari a 3,1465267 au e da un'eccentricità di 0,0262926, inclinata di 8,35895° rispetto all'eclittica.